# Oberes Rhinluch
Oberes Rhinluch este o arie protejată (arie specială de conservare — SAC, sit de importanță comunitară — SCI) din Germania întinsă pe o suprafață de 1.847,32 ha, integral pe uscat.

## Localizare
Centrul sitului Oberes Rhinluch este situat la coordonatele 52°47′37″N 12°54′19″E / 52.7936°N 12.9053°E.

## Înființare
Situl Oberes Rhinluch a fost declarat sit de importanță comunitară în septembrie 2000 pentru a proteja 24 de specii de animale. Situl a fost protejat și ca arie specială de conservare în martie 2013.

## Biodiversitate
Situată în ecoregiunea continentală, aria protejată conține 7 habitate naturale: Lacuri eutrofice naturale cu vegetație de tip Magnopotamion sau Hydrocharition, Cursuri de apă de la nivel de câmpie la nivel montan, cu vegetație Ranunculion fluitantis și Callitricho-Batrachion, Pajiști cu Molinia pe soluri calcaroase, turboase sau argilos-nămoloase (Molinion caeruleae), Liziere de ierburi înalte hidrofile de câmpie și de nivel montan până la alpin, Mlaștini calcaroase cu Cladium mariscus și specii de Caricion davallianae, Mlaștini împădurite, Păduri aluvionare cu Alnus glutinosa și Fraxinus excelsior (Alno-Padion, Alnion incanae, Salicion albae).
La baza desemnării sitului se află mai multe specii protejate:
- păsări (14): lăcar mare (Acrocephalus arundinaceus), pescăruș albastru (Alcedo atthis), Falco peregrinus peregrinus, becațină comună (Gallinago gallinago), codalb (Haliaeetus albicilla), sfrâncioc roșiatic (Lanius collurio), rață cu ciuf (Netta rufina), grangur (Oriolus oriolus), vultur pescar (Pandion haliaetus), cormoran mare (Phalacrocorax carbo carbo), mărăcinar (Saxicola rubetra), chiră de baltă (Sterna hirundo), Tachybaptus ruficollis ruficollis, nagâț (Vanellus vanellus)
- amfibieni (2): buhai de baltă cu burta roșie (Bombina bombina), triton cu creastă (Triturus cristatus)
- mamifere (3): castor (Castor fiber), vidră de râu (Lutra lutra), liliac de iaz (Myotis dasycneme)
- nevertebrate (3): Anisus vorticulus, Vertigo angustior, Vertigo moulinsiana
- pești (2): zvârluga (Cobitis taenia), țipar (Misgurnus fossilis)

Pe lângă speciile protejate, pe teritoriul sitului au mai fost identificate 12 specii de plante, 3 specii de amfibieni, 1 specie de mamifere, 2 specii de pești, 2 specii de reptile.